# Kalmthout

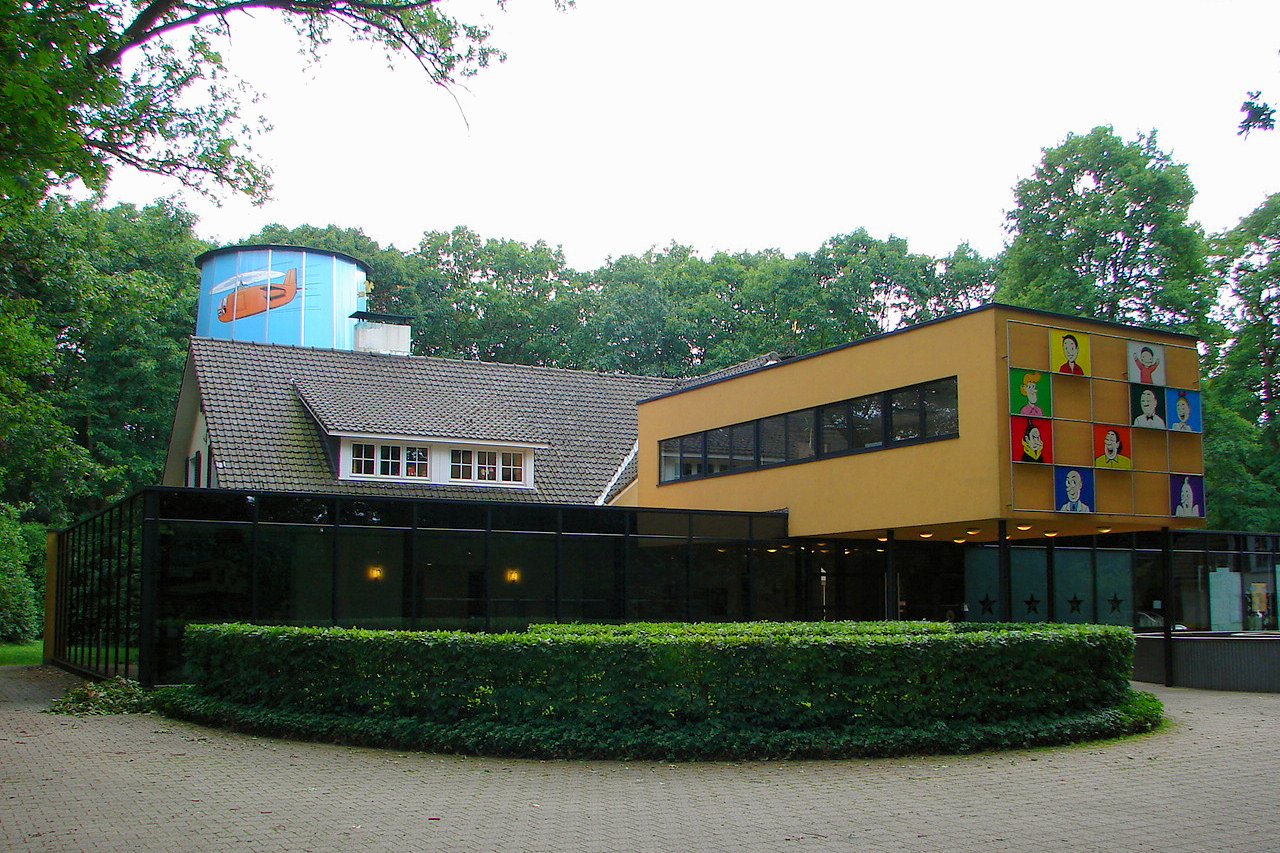
Suske en Wiske-Museum

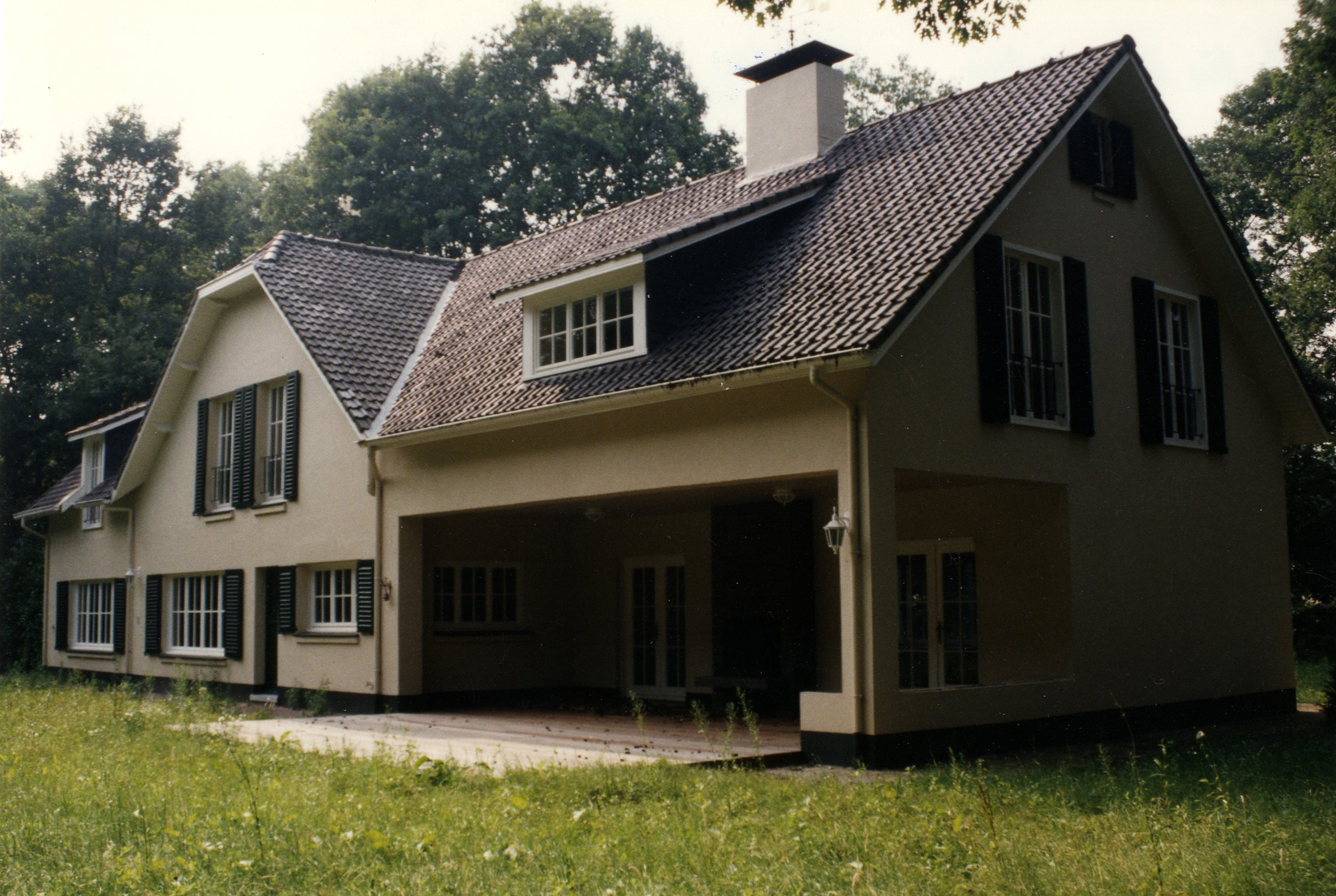
Voormalige woning van Willy Vandersteen

Kalmthout is een plaats en Kempense gemeente in België in de provincie Antwerpen. De gemeente behoort tot het kieskanton Brecht en het gerechtelijk kanton Kapellen.

## Toponymie
De oude spelling was: "Calmpthout".

## Geschiedenis

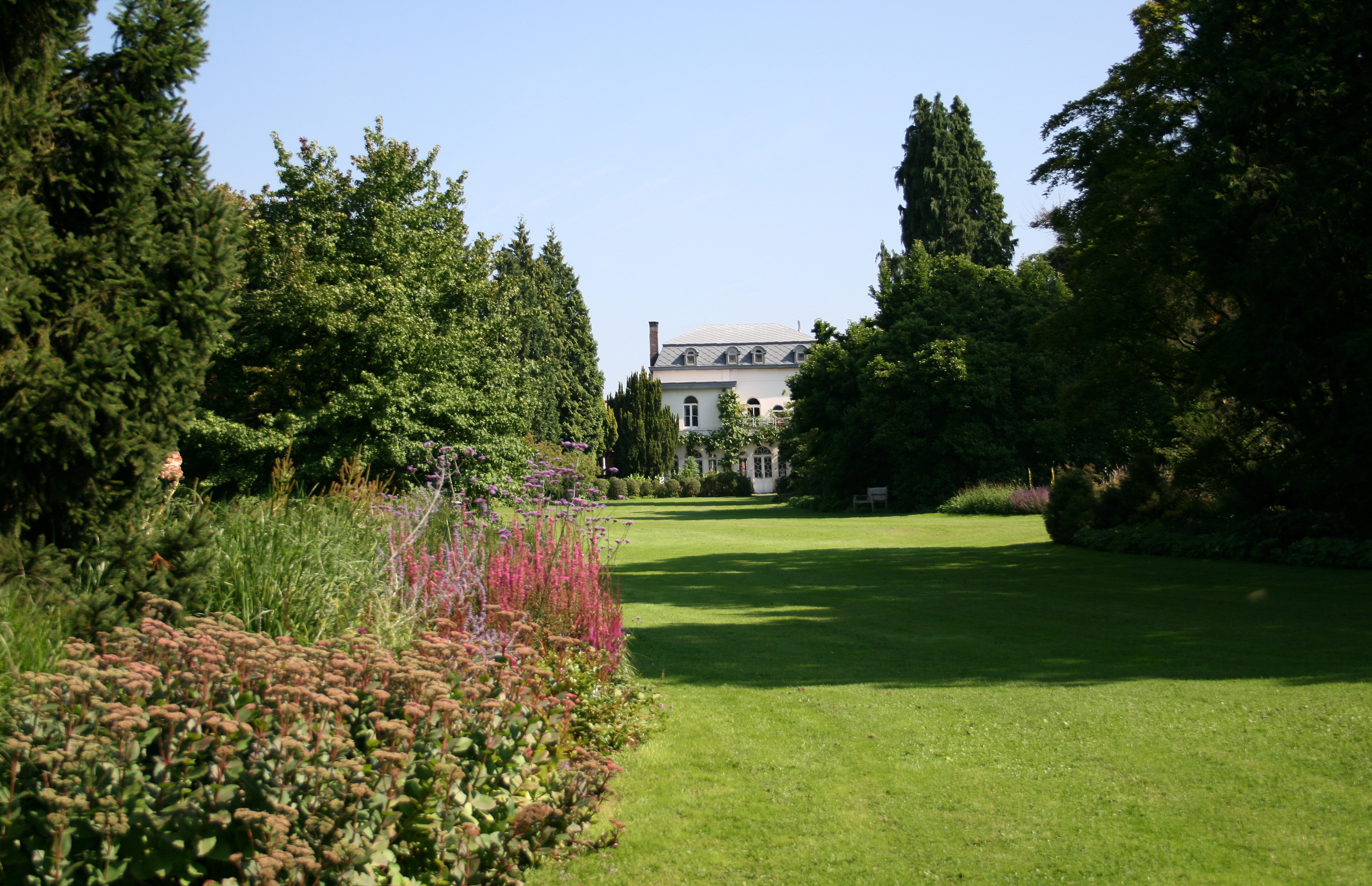
het arboretum en het Vangeertenhof

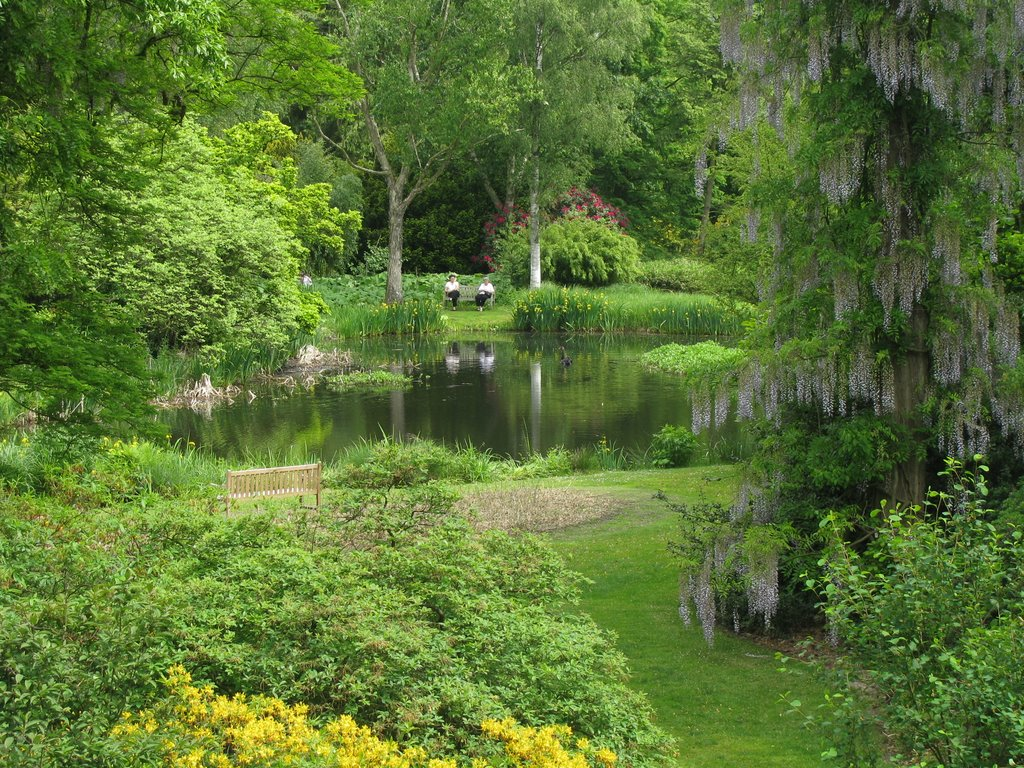
Arboretum van het Vangeertenhof

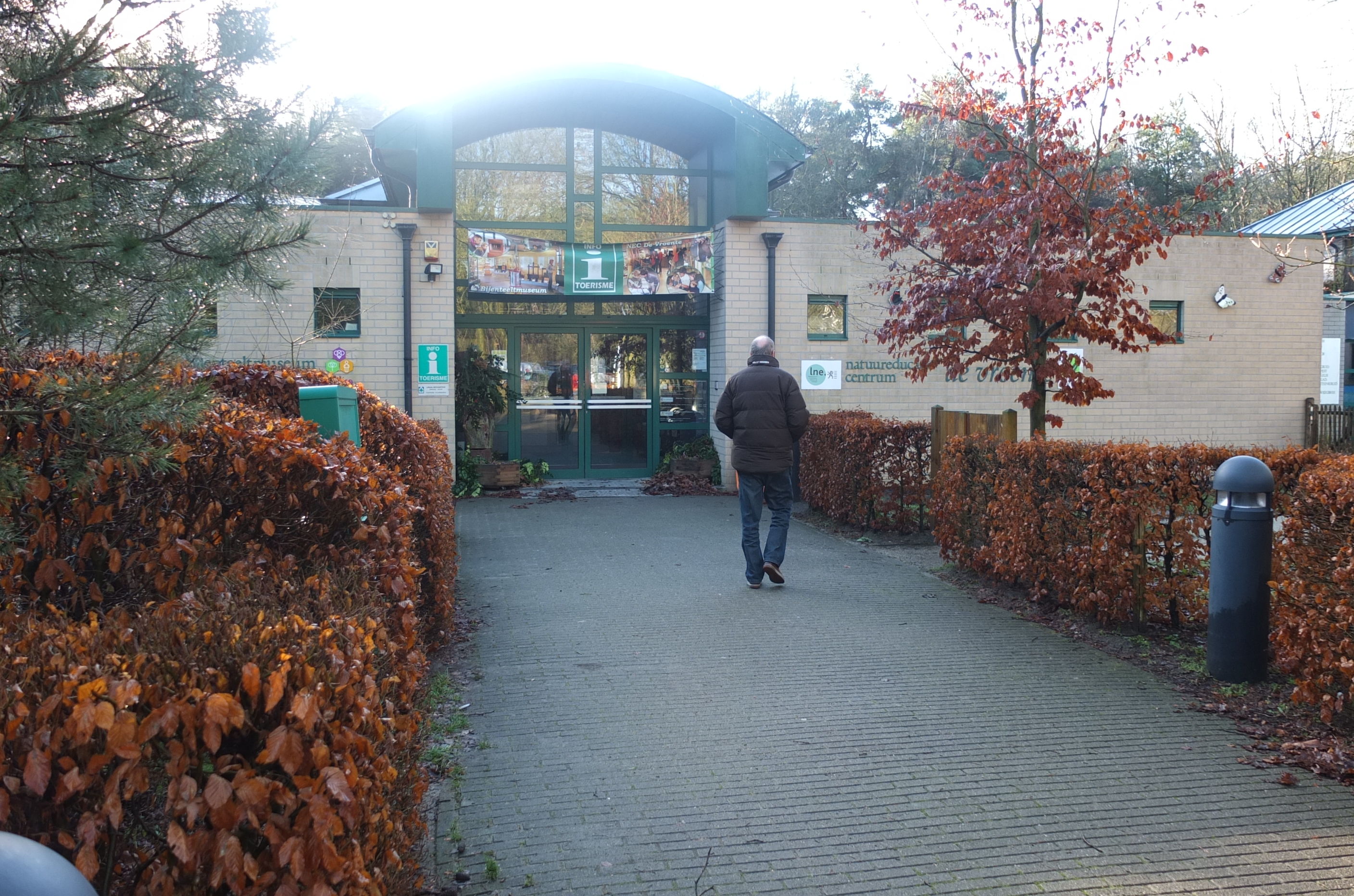
Infocentrum De Vroente (natuureducatie centrum Kalmthoutse heide)

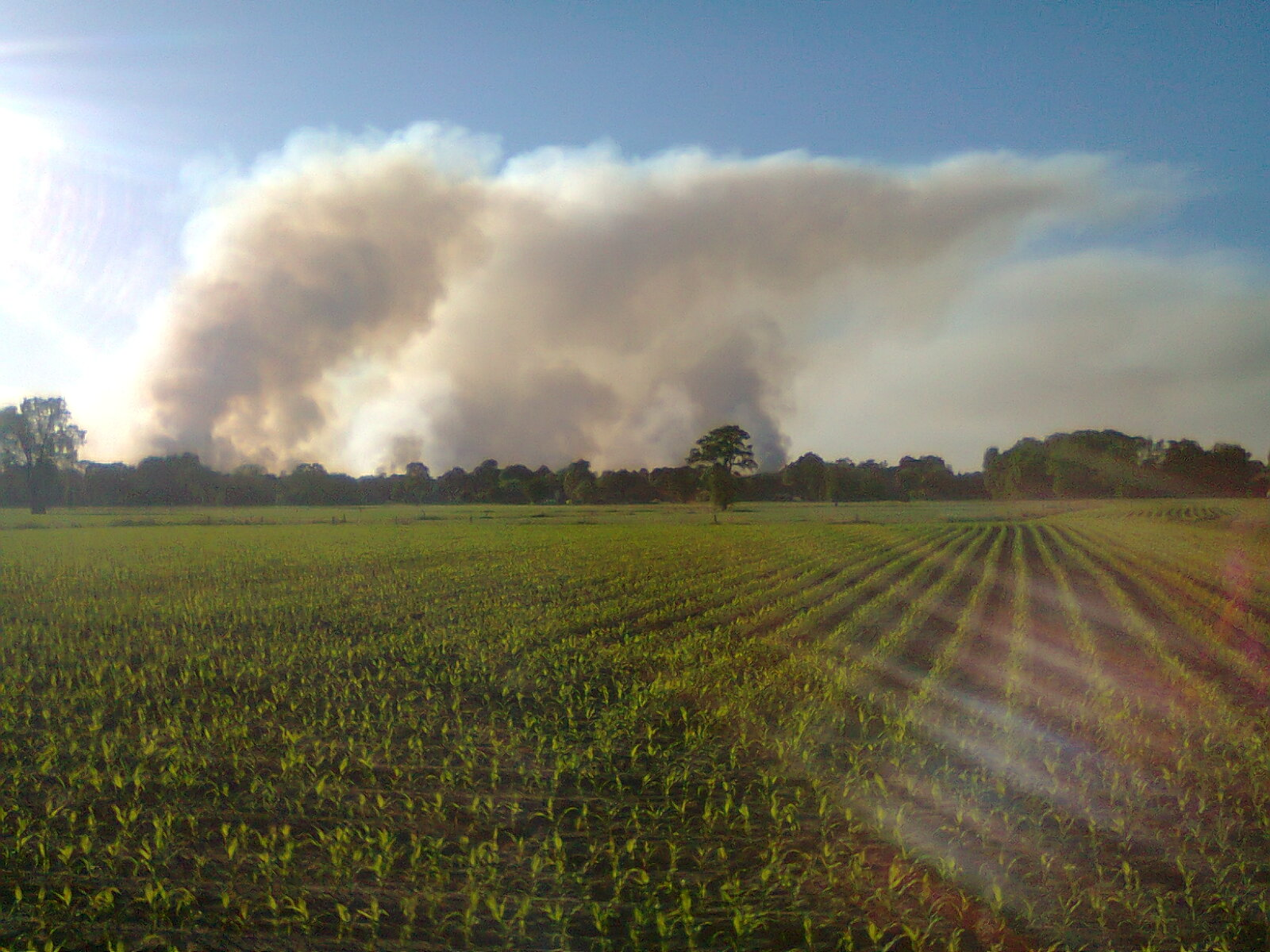
de heidebrand op 25 mei 2011 op de Kalmthoutse Heide, gezien vanaf Vogelenzang

Kalmthout was samen met Essen en Roosendaal (Nederland) vroeger een deel van de parochie Nispen (Nederland) en vormde later met Essen en Tongerloos Huijbergen (Nederland) een heerlijkheid. Deze heerlijkheid werd in 1157 door Arnold van Brabant aan de Abdij van Tongerlo geschonken. Vanwege het gevaar van wolven stond de bisschop van Luik de Kalmthoutenaren in 1338 toe een doopvont in hun kapel te houden, zodat ze niet met pasgeboren baby's naar Nispen zouden moeten. In 1513 werd Kalmthout een zelfstandige parochie.
Het dorp werd in 1532 geplunderd door de troepen van Maarten van Rossum, in 1583 door de calvinisten en in 1587 door Spaanse troepen. De abdij van Tongerlo verkreeg in 1651 de opperste rechtspraak. In 1795 werd Kalmthout losgemaakt van Essen. Pas midden 19e eeuw, door de aanleg van de spoorlijn van Antwerpen naar Rotterdam, groeide Kalmthout sterk uit.

### Eerste Wereldoorlog
Kalmthout ligt aan de grens van België en Nederland, dus stond de dodendraad tijdens de Eerste Wereldoorlog in deze gemeente.

### Tweede Wereldoorlog
De gemeente werd rond 20 mei 1940 bezet door het Duitse leger en bevrijd rond 24 september 1944 door de Canadezen. Minstens 1 weerstander werd naar het Auffanglager van Breendonk getransporteerd. Op 9 januari 1946 sneuvelden nog zes soldaten bij het opruimen van landmijnen.

#### Wegvoeren van de Joodse burgers
Uit deze gemeente werden 42 Joden weggevoerd naar concentratiekampen in Duitsland, waar de overgrote meerderheid vermoord werd.

## Geografie

### Kernen
Kalmthout bevat vijf dorpskernen: Centrum, Dorp-Heuvel, Heide, Achterbroek en Nieuwmoer.

### Hydrografie
Nabij de Kruisstraat ontspringt het riviertje de Kleine Aa (Wildertse Beek).

### Aangrenzende gemeenten
| Aangrenzende gemeenten | Aangrenzende gemeenten | Aangrenzende gemeenten | Aangrenzende gemeenten | Aangrenzende gemeenten |
| ---------------------- | ---------------------- | ---------------------- | ---------------------- | ---------------------- |
|                        |                        | Essen                  |                        | Zundert (NL)           |
|                        |                        |                        |                        |                        |
| Woensdrecht (NL)       | Wuustwezel             |                        |                        |                        |
|                        |                        |                        |                        |                        |
|                        |                        | Kapellen               |                        |                        |

## Bezienswaardigheden

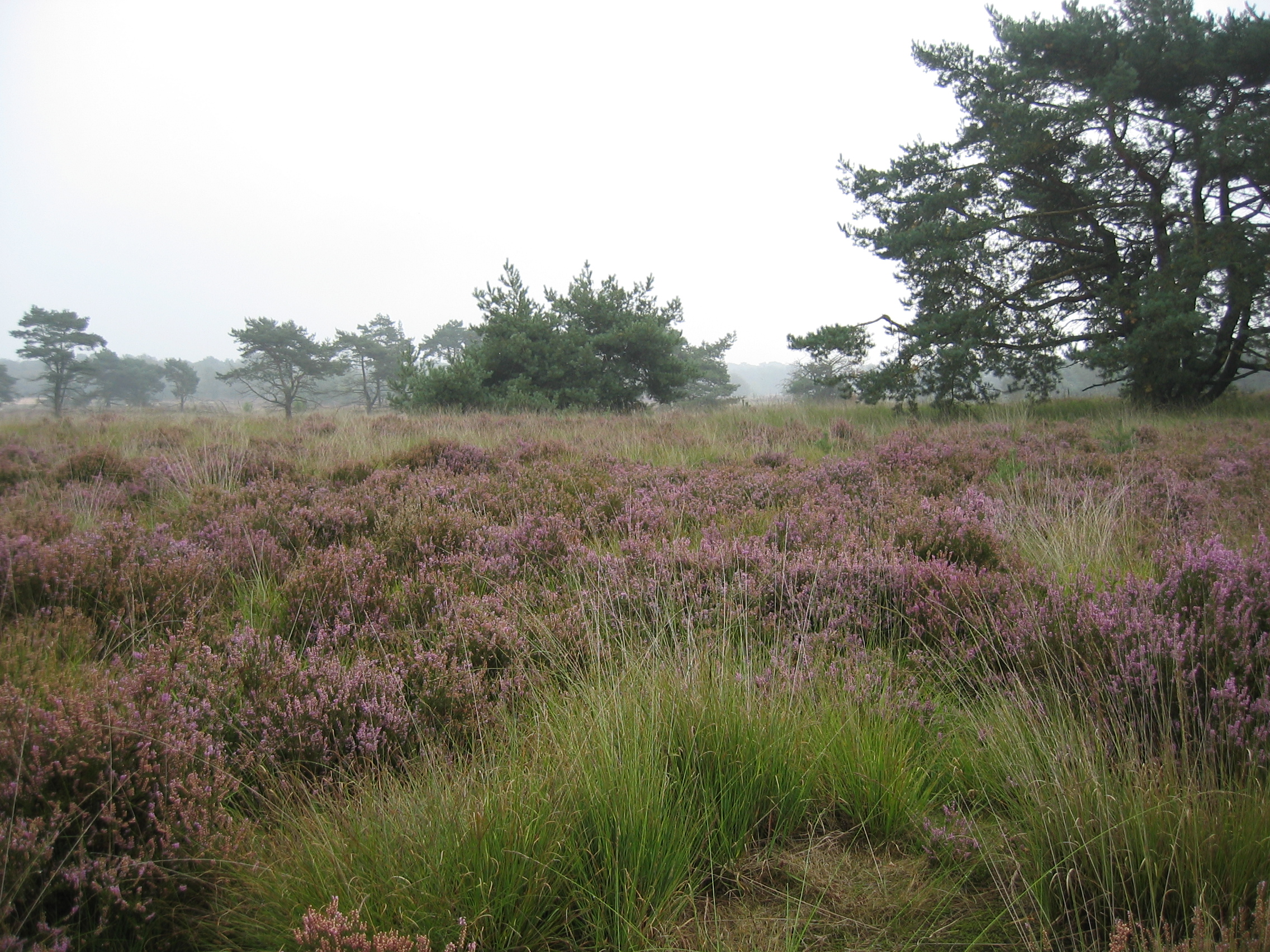
De Kalmthoutse heide

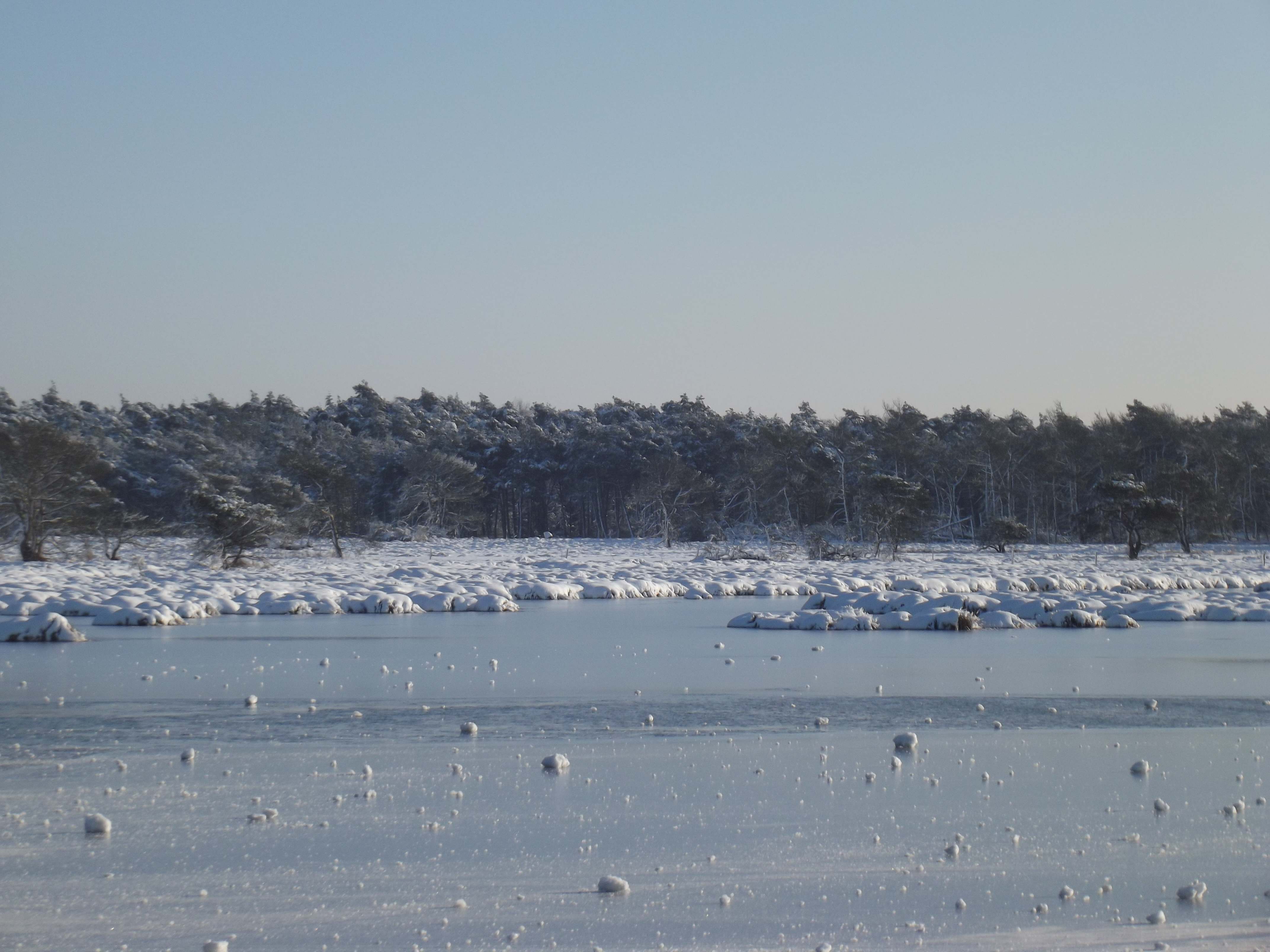
De bevroren en besneeuwde plassen van de Kalmthoutse heide

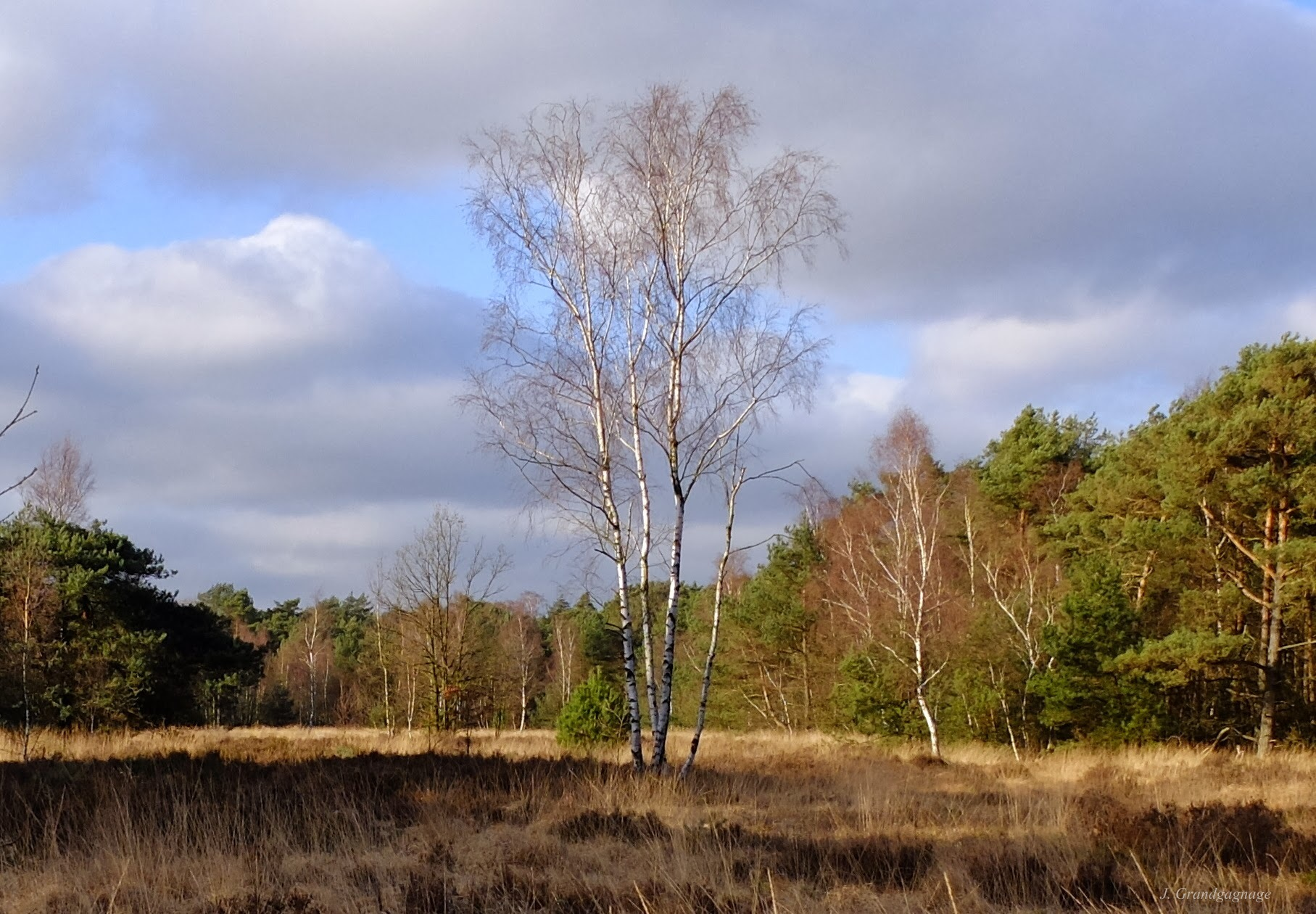
Kalmthoutse heide in het voorjaar

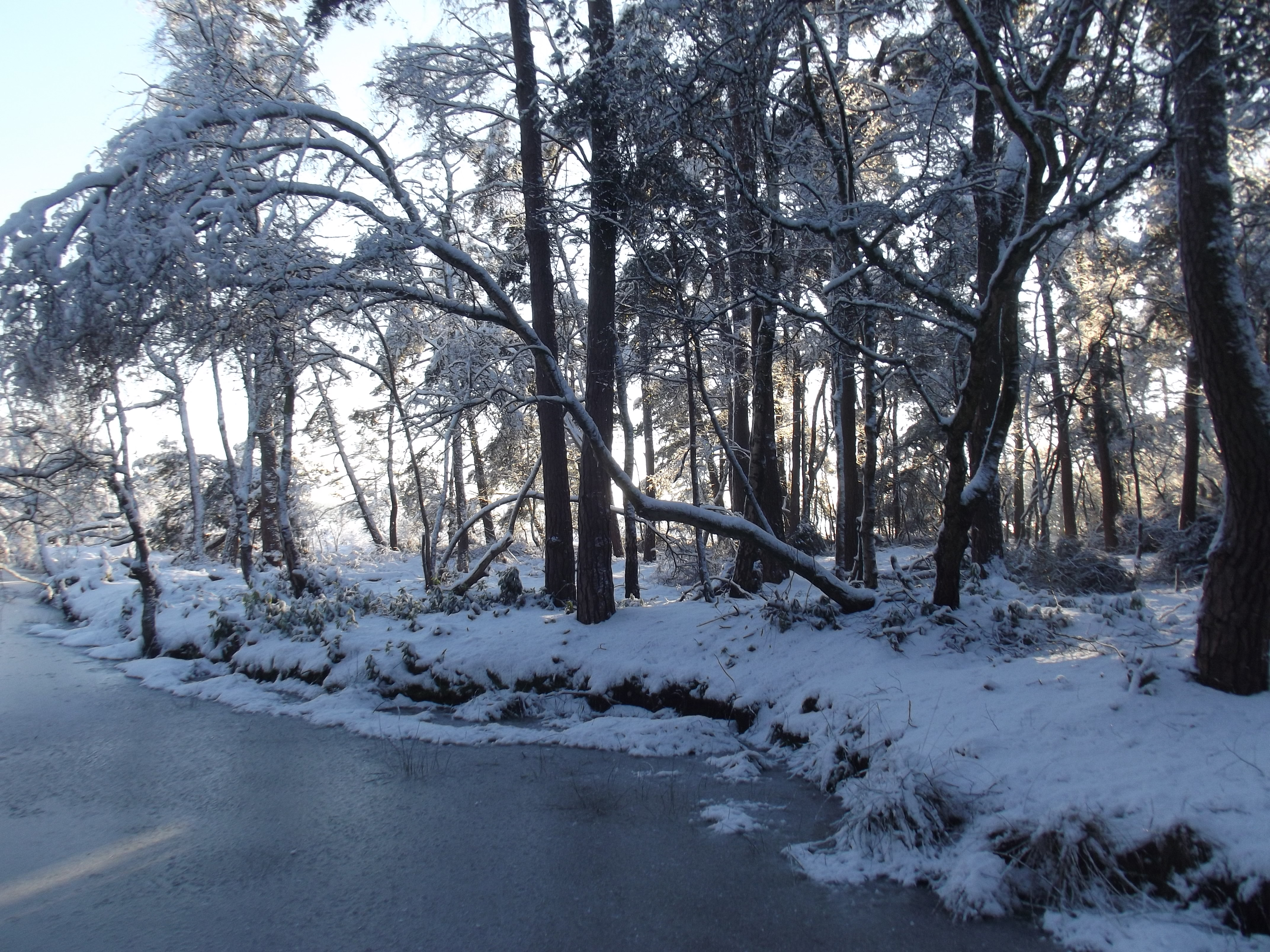
Stappersven

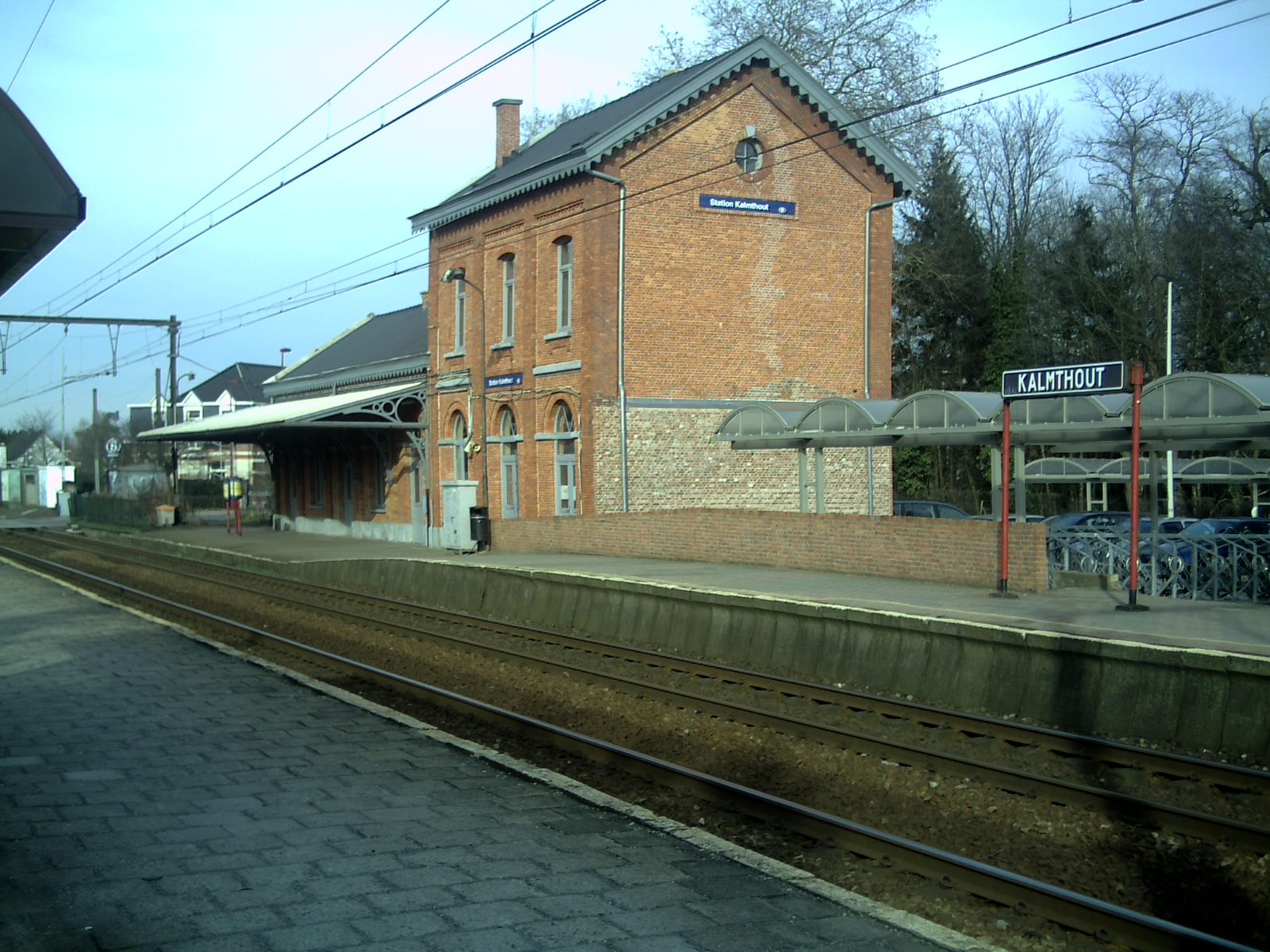
Treinstation Kalmthout

- De Onze-Lieve-Vrouwekerk, gelegen aan het Kerkeneind.
- De Heilig Hartkerk, gelegen aan de Heuvel.
- De Kassemse eik

### Musea
- Het Bijenteeltmuseum
- Het natuur-educatief centrum De Vroente
- Het provinciaal Suske en Wiske-Kindermuseum, gevestigd in het huis waar striptekenaar Willy Vandersteen woonde.

## Natuur
- Het natuurreservaat de Kalmthoutse Heide dat een onderdeel vormt van het Grenspark De Zoom-Kalmthoutse Heide. Dit natuurgebied loopt door tot aan de Nederlandse dorpen Ossendrecht en Huijbergen. Op 25 mei 2011 legde een grote heidebrand daar zo'n 600 ha natuurgebied in de as.
- Het Arboretum Kalmthout
- Het park van Kalmthout, het Strijboshof
- Het Klein Schietveld (natuurdomein/militair domein aan de grens met Brasschaat)

## Demografie
Van de ruim 18.000 inwoners hebben ongeveer 10 procent de Nederlandse nationaliteit.

### Demografische ontwikkeling
- Bronnen:NIS, Opm:1806 tot en met 1981=volkstellingen; 1990 en later= inwonertal op 1 januari

| Inwoners van jaar tot jaar op 1 januari 1992 tot heden | Inwoners van jaar tot jaar op 1 januari 1992 tot heden | Inwoners van jaar tot jaar op 1 januari 1992 tot heden |
| jaar                                                   | Aantal                                                 | Evolutie: 1992=index 100                               |
| ------------------------------------------------------ | ------------------------------------------------------ | ------------------------------------------------------ |
| 1992                                                   | 16.119                                                 | 100,0                                                  |
| 1993                                                   | 16.345                                                 | 101,4                                                  |
| 1994                                                   | 16.557                                                 | 102,7                                                  |
| 1995                                                   | 16.746                                                 | 103,9                                                  |
| 1996                                                   | 16.911                                                 | 104,9                                                  |
| 1997                                                   | 17.041                                                 | 105,7                                                  |
| 1998                                                   | 17.085                                                 | 106,0                                                  |
| 1999                                                   | 17.288                                                 | 107,3                                                  |
| 2000                                                   | 17.260                                                 | 107,1                                                  |
| 2001                                                   | 17.342                                                 | 107,6                                                  |
| 2002                                                   | 17.369                                                 | 107,8                                                  |
| 2003                                                   | 17.410                                                 | 108,0                                                  |
| 2004                                                   | 17.396                                                 | 107,9                                                  |
| 2005                                                   | 17.440                                                 | 108,2                                                  |
| 2006                                                   | 17.489                                                 | 108,5                                                  |
| 2007                                                   | 17.504                                                 | 108,6                                                  |
| 2008                                                   | 17.574                                                 | 109,0                                                  |
| 2009                                                   | 17.587                                                 | 109,1                                                  |
| 2010                                                   | 17.731                                                 | 110,0                                                  |
| 2011                                                   | 17.952                                                 | 111,4                                                  |
| 2012                                                   | 18.126                                                 | 112,5                                                  |
| 2013                                                   | 18.184                                                 | 112,8                                                  |
| 2014                                                   | 18.165                                                 | 112,7                                                  |
| 2015                                                   | 18.192                                                 | 112,9                                                  |
| 2016                                                   | 18.336                                                 | 113,8                                                  |
| 2017                                                   | 18.490                                                 | 114,7                                                  |
| 2018                                                   | 18.608                                                 | 115,4                                                  |
| 2019                                                   | 18.695                                                 | 116,0                                                  |
| 2020                                                   | 18.872                                                 | 117,1                                                  |
| 2021                                                   | 19.020                                                 | 118,0                                                  |
| 2022                                                   | 19.179                                                 | 119,0                                                  |
| 2023                                                   | 19.422                                                 | 120,5                                                  |
| 2024                                                   | 19.672                                                 | 122,0                                                  |
| 2025                                                   | 19.712                                                 | 122,3                                                  |

## Politiek

### Structuur
De gemeente Kalmthout maakt deel uit van het kieskanton Brecht, gelegen in het provinciedistrict Kapellen, het kiesarrondissement Antwerpen en ten slotte de kieskring Antwerpen.
| Kalmthout        | Kalmthout        | Supranationaal         | Nationaal                         | Nationaal           | Gemeenschap         | Gewest              | Provincie           | Arrondissement  | Provinciedistrict | Kanton          | Gemeente        |
| ---------------- | ---------------- | ---------------------- | --------------------------------- | ------------------- | ------------------- | ------------------- | ------------------- | --------------- | ----------------- | --------------- | --------------- |
| Administratief   | Niveau           | Europese Unie          | België                            | België              | Vlaanderen          | Vlaanderen          | Antwerpen           | Antwerpen       | Antwerpen         | Antwerpen       | Kalmthout       |
| Administratief   | Bestuur          | Europese Commissie     | Belgische regering                | Belgische regering  | Vlaamse regering    | Vlaamse regering    | Deputatie           | Deputatie       | Deputatie         | Deputatie       | Gemeentebestuur |
| Administratief   | Raad             | Europees Parlement     | Kamer van volksvertegenwoordigers | Vlaams Parlement    | Vlaams Parlement    | Vlaams Parlement    | Provincieraad       | Provincieraad   | Provincieraad     | Provincieraad   | Gemeenteraad    |
| Kiesomschrijving | Kiesomschrijving | Nederlands Kiescollege | Kieskring Antwerpen               | Kieskring Antwerpen | Kieskring Antwerpen | Kieskring Antwerpen | Kieskring Antwerpen | Antwerpen       | Kapellen          | Brecht          | Kalmthout       |
| Verkiezing       | Verkiezing       | Europese               | Federale                          | Federale            | Vlaamse             | Vlaamse             | Provincieraads-     | Provincieraads- | Provincieraads-   | Provincieraads- | Gemeenteraads-  |

Op 1 januari 1977 werden de Belgische gemeenten heringericht. De grenzen met Essen en Wuustwezel werden aangepast.
De Kalmthoutse Hoek werd de Essenhoek.

### Geschiedenis

#### (Voormalige) Burgemeesters
| Periode | Periode      | Burgemeester                     |
| ------- | ------------ | -------------------------------- |
|         | ? - ?        | Cornelis Cas                     |
|         | ...          |                                  |
|         | ? - ?        | Lucien Bareel                    |
|         | ? - ?        | Joannes Erreygers                |
|         | ...          |                                  |
|         | 1953 - 1965  | Fernand Pairon (CVP)             |
|         | 1965 - 1971  | Adriaan Van Hooydonck            |
|         | 1971 - 1983  | Ludo van den Maagdenberg (CVP)   |
|         | 1983 - 1992  | Adriaan Van Hooydonck (KD / CVP) |
|         | 1992 - 2000  | Dirk Erreygers (CVP)             |
|         | 2001 - heden | Lukas Jacobs (CVP / CD&V)        |

#### Legislatuur 1977 - 1982
De kiezers hebben een ruime keuze met maar liefst 7 lijsten. Naast de CVP, SP, PVV en Volksunie konden ze kiezen voor de NK (Nieuw-Kalmthout) en de CVP-scheurlijsten NCD'82 (Nieuw Christen Democraten) en KD (Kristen Democraten). CVP kwam uit de bus als de grootste partij en behaalde dankzij de Methode-Imperiali met 43, 17% een absolute meerderheid. De CVP-scheurlijsten behaalde respectievelijk 19,95% (KD, 5 zetels) en 0,99% (NCD'82). De SP werd de derde partij met 13,53% (3 zetels), de Volksunie strandde op 10,92% (2 zetels), de PVV op 6,84% (1 zetel) en de NK op 4,54% (onvoldoende voor een vertegenwoordiger in de gemeenteraad).

#### Legislatuur 1995 - 2000
NCD'82, VLD, VU en NK besluiten deze verkiezingen gezamenlijk (onder de toepasselijke naam KARTEL) naar de kiezer te trekken. Hoewel deze kartellijst een goede score behaald en 29,32% van de kiezers kan overtuigen, blijft het verhoopte resultaat uit en boeken ze een verlies van 10,55% ten overstaan van het gezamenlijk resultaat (39,87%) van de verkiezingen van 1988. Wel behielden ze (samen) evenveel raadsleden als in de vorige legislatuur. Tot de winnaars van de verkiezingen behoren de CVP (+3,67%), het Vlaams Blok dat voor de eerste maal opkwam in de gemeente (7,98%) en Agalev (+2,78%). CVP en Agalev krijgen er zo elks één raadslid bij (respectievelijk totaal van 13 en 2) en het Vlaams Blok behaalt een zetel. Verliezer van de verkiezingen was de SP (−2,54%), de partij zag haar aantal zetels in de gemeenteraad dalen van 2 naar 1. De PVDA ten slotte behaalde een resultaat van 1,21%, onvoldoende voor een zitje in de gemeenteraad.

#### Legislatuur 2001 - 2006
In de aanloop naar de verkiezingen van 2000 kwam het tot een politieke herverkaveling in Kalmthout. Zo sloten 3 van de 5 NCD'82-raadsleden aan bij de CVP (Ron Van Namen, Frans Van den Buijs en Dirk Van Peel). Patrick Neys sloot dan weer aan bij de VLD en Jef Van Looy ten slotte verliet de lokale politieke arena. Ondanks de verruiming van de CVP moest de partij een mokerslag bij de verkiezingen incasseren. Zo verloor de partij 7,07% ten opzichte van de vorige verkiezingen (34,75%, −3 raadsleden). Winnaars waren alle andere partijen met de VLD voorop, de partij behaalde 21,9% (ter vergelijking de laatste maal dat de partij zelfstandig deelnam aan de lokale verkiezingen - op 9 oktober 1988) was ze goed voor 5,86%), goed voor 6 zetels in de gemeenteraad. Het Vlaams Blok verdubbelde nagenoeg zijn stemmen (+6,57%) en kreeg 2 extra zetels in de gemeenteraad, Agalev (+1,99%) en SP (+1,03%) ieders 1 extra. De Volksunie ten slotte behaalde 6,1%, goed voor 1 mandaat in de gemeenteraad. Burgemeester werd Lukas Jacobs (CVP).

#### Legislatuur 2013 - 2018
Nieuwkomers deze verkiezingen waren NV-K (Nieuw Vlaams Kalmthout) van voormalig LDD-senator Lieve Van Ermen en Kalmthout Anders. Bij sp.a was voormalig Antwerps burgemeester Leona Detiège lijstduwer. Open VLD deed niet mee met de verkiezingen. De PVDA en de nieuwe partijen NV-K en Kalmthout Anders behaalden geen zetels.
Burgemeester werd opnieuw Lukas Jacobs van de CD&V. Deze partij heeft een absolute meerderheid met 14 op 25 zetels. Het Schepencollege bestaat voorts uit Maarten De Bock, Jef Van den Bergh, René Francken (wordt na drie jaar opgevolgd door Jan Oerlemans), Sandra Hoppenbrouwers, Silke Lathouwers en OCMW- voorzitter Dirk Van Peel (wordt in de loop van de legislatuur opgevolgd door Maggy Beyers).

#### Legislatuur 2018 - 2024
Bij de verkiezingen van oktober 2018 behield CD&V haar absolute meerderheid met 14 op 25 zetels in de gemeenteraad. Lukas Jacobs bleef burgemeester.

#### Legislatuur 2024 - 2030
In oktober 2024 bemachtigde CD&V 16 van de 25 zetels in de Kalmthoutse gemeenteraad. Lukas Jacobs begon vervolgens aan zijn vijfde termijn als burgemeester.

#### Resultaten gemeenteraadsverkiezingen sinds 1976
| Partij of kartel     | Partij of kartel                         | 10-10-1976 | 10-10-1976 | 10-10-1982 | 10-10-1982 | 9-10-1988 | 9-10-1988 | 9-10-1994 | 9-10-1994 | 8-10-2000 | 8-10-2000 | 8-10-2006 | 8-10-2006 | 14-10-2012 | 14-10-2012 | 14-10-2018 | 14-10-2018 | 13-10-2024 | 13-10-2024 |
| Stemmen / Zetels     | Stemmen / Zetels                         | %          | 23         | %          | 23         | %         | 23        | %         | 25        | %         | 25        | %         | 25        | %          | 25         | %          | 25         | %          | 25         |
| -------------------- | ---------------------------------------- | ---------- | ---------- | ---------- | ---------- | --------- | --------- | --------- | --------- | --------- | --------- | --------- | --------- | ---------- | ---------- | ---------- | ---------- | ---------- | ---------- |
|                      | PVDA1 / PVDA+2                           | -          |            | -          |            | -         |           | 1,211     | 0         | -         |           | -         |           | 1,972      | 0          | 3,01       | 0          | -          |            |
|                      | SP1/ sp.a-spirit2/ sp.a3/ Groen-VooruitC | 13,581     | 3          | 13,421     | 3          | 10,761    | 2         | 8,221     | 1         | 9,251     | 2         | 12,272    | 2         | 9,573      | 2          | 6,33       | 1          | 14,8C      | 3          |
|                      | Agalev1/ Groen!2/ Groen3/ Groen-VooruitC | -          |            | -          |            | 8,681     | 1         | 11,461    | 2         | 13,451    | 3         | 8,522     | 1         | 8,113      | 1          | 10,13      | 2          | 14,8C      | 3          |
|                      | CVP1/ CD&V+N-VAA/ CD&V2                  | 43,171     | 12         | 28,381     | 8          | 38,151    | 12        | 41,821    | 13        | 34,751    | 10        | 52,75A    | 16        | 44,602     | 14         | 44,42      | 14         | 51,42      | 16         |
|                      | VU1/ KARTELB/ VU&ID2/ CD&V+N-VAA/ N-VA3  | 10,921     | 2          | 9,631      | 2          | 4,981     | 0         | 29,32B    | 8         | 6,12      | 1         | 52,75A    | 16        | 27,273     | 8          | 22,23      | 6          | 19,13      | 5          |
|                      | PVV1/ KARTELB/ VLD2/ Open Vld3/ DURF4    | 6,841      | 1          | 5,721      | 0          | 5,861     | 1         | 29,32B    | 8         | 21,92     | 6         | 10,452    | 2         | -          |            | 6,43       | 1          | 5,64       | 0          |
|                      | NCD1/ NCD822/ KARTELB                    | 0,991      | 0          | 18,521     | 5          | 24,62     | 7         | 29,32B    | 8         | -         |           | -         |           | -          |            | -          |            | -          |            |
|                      | Nieuw Kalmthout1/ KARTELB                | 4,541      | 0          | 7,861      | 1          | 4,431     | 0         | 29,32B    | 8         | -         |           | -         |           | -          |            | -          |            | -          |            |
|                      | Vlaams Blok1/ Vlaams Belang2             | -          |            | -          |            | -         |           | 7,981     | 1         | 14,551    | 3         | 16,002    | 4         | 5,492      | 0          | 7,72       | 1          | 9,02       | 1          |
|                      | KD                                       | 19,95      | 5          | 16,46      | 4          | -         |           | -         |           | -         |           | -         |           | -          |            | -          |            | -          |            |
|                      | Anderen(*)                               | -          |            | -          |            | 2,53      | 0         | -         |           | -         |           | -         |           | 3,00       | 0          | -          |            | -          |            |
| Totaal stemmen       | Totaal stemmen                           | 8635       | 8635       | 9693       | 9693       | 10151     | 10151     | 10735     | 10735     | 11256     | 11256     | 11496     | 11496     | 11567      | 11567      | 12383      | 12383      | 9212       | 9212       |
| Opkomst %            | Opkomst %                                |            |            |            |            | 94,09     | 94,09     | 93,12     | 93,12     | 92,2      | 92,2      | 93,57     | 93,57     | 89,20      | 89,20      | 92,0       | 92,0       | 64,5       | 64,5       |
| Blanco en ongeldig % | Blanco en ongeldig %                     | 3,3        | 3,3        | 3,82       | 3,82       | 4,03      | 4,03      | 4,93      | 4,93      | 3,48      | 3,48      | 3,25      | 3,25      | 1,94       | 1,94       | 1,8        | 1,8        | 0,4        | 0,4        |

De rode cijfers naast de gegevens duiden aan onder welke naam de partijen telkens bij een verkiezing opkwamen, rode letters duiden de kartels aan.
De zetels van de gevormde meerderheid staan vetjes afgedrukt. De grootste partij is in kleur.
(*) 1988: SOC. K. (2,53%) / 2012: Kalmthout Anders (2,17%), Nieuw Vlaams Kalmthout [NV-K] (0,83%)

## Cultuur

### Wapen en vlag van Kalmthout
Het wapen en de vlag van Kalmthout bestaan ieder uit twee torens met drie verdiepingen met een staf. De torens staan symbolisch voor de heerlijkheid (Kalmthout, Essen en Huijbergen) die onder leiding stond van de Paters van Tongerlo; de staf stelt de abtsstaf voor. Het wapen staat op alle documenten van de gemeente Kalmthout.

### Boeken over Kalmthout
- Kalmthout in de branding 1940-1945 Auteur: Jos Vorsselmans, 1947
- Achterbroek, opstandig dorp Auteur: A. Tireliren, 1963
- Nieuwmoer in beeld Auteur: Heemkundige Kring Nieuwmoer, 1996
- Geschiedenis van Kalmthout Auteur: Jean Bastiaensen, 1996
- Een eeuw architectuur in Kalmthout Auteurs: Cultuurraad Kalmthout, 2000
- Willy Vandersteen, een leven in Kalmthout Auteur: Jan Francken, 2007
- Suske en Wiske, kinderen van Kalmthout Auteur: Jan Francken, 2010
- 100 jaar Willy Vandersteen, Striproute 2013 Auteur: Jan Francken, 2013
- Kalmthout Gestript Auteur: Jan Francken, 2016
- Kalmthout in Beelekes Auteur: Jan Francken, 2018-2021
- Corona@Achterbroek, verzameling van de quarantainekrantjes 'Gazet van Achterbroek' Auteur: Ann Francken, 2021

### Taal
Een groot deel van de bevolking spreekt het Kalmthouts dialect. Dit dialect vertoont duidelijke verwantschappen met het Stad-Antwerps, maar heeft ook trekken van het Markiezaats dat direct over de grens gesproken wordt.

### Strips
- Kalmthout en de Kalmthoutse Heide speelt meerdere keren een rol in de albums van Suske en Wiske, waaronder in het verhaal Het geheim van de Kalmthoutse heide.
- Kalmthout in beelekes (kortverhaaltjes van 7 legendes) - Jan Francken, 2018
- Kalmthout in beelekes II (kortverhaaltjes van 6 legendes) - Jan Francken, 2021

### Muziek
- Laïs
- Eriksson Delcroix

### Evenementen
- Heide Live, (vroeger De Nacht van Heide), de eerste zaterdag na de Paasvakantie.
- Straatfeesten Kalmthout, elk jaar in het Pinksterweekend met een traditionele markt op zondag.[18]
- Bogerfeesten, elk laatste weekend van juli op het marktplein met volksspelen op zondag. Werd voor de laatste keer georganiseerd in 2016.
- Slupiler, elk voorlaatste weekend van september te Nieuwmoer.[19]
- Bal-tazaar, eerste weekend van oktober.[20]
- Internationale Kortfilmfestival van Kalmthout.[21]
- Parkcross, veldloop voor de schoolgaande kinderen, elk jaar op 1 mei.
- Kampioenschap van Kalmthout, amateur-wielerwedstrijd in mei.
- Kalmthoutse stratenloop, elk jaar in mei.
- Suske en Wiske-stripdag, elke derde zondag van juni.
- Heuvelo, amateur-wielerwedstrijd in juni.
- Acht van Heide, amateur-wielerwedstrijd en retrokoers, de eerste vrijdag van augustus.
- Heicross, amateur-veldrit- en mountainbikewedstrijd, de derde zaterdag van januari.

## Sport

### Atletiek
- Atletiek Club Kalmthout

### Biljart
- Biljartclub Noorderkempen
- Biljartclub Willy's Place
- Biljartclub Witkap

### Gymnastiek & turnen
- Dynamika ( Crescendo en Gymka zijn in 2023 samengevoegd[22])

### Petanque
- Petanqueclub Kalmthout

### Schieten
- Heideschutters (boogschieten)
- Sint-Jorisgilde (voetboogschieten)

### Tennis
- Kalmthoutse Tennis Club

### Veldrijden
Van 1991 tot en met 2013 werd er in Kalmthout een veldrit (Vlaamse Industrieprijs Bosduin) georganiseerd, die in 1999, 2002 en van 2005 tot en met 2010 deel uitmaakte van het internationale regelmatigheidscriterium de UCI Wereldbeker.

### Vissen
- Visclub De Maatjes
- Visclub Kalmthout
- Visclub 't Scharreke

### Voetbal
- Koninklijke Achterbroek Voetbalvereniging (5176), Achterbroek
- Koninklijke Heibos Sportvereniging (5628), Heide
- Koninklijke Kalmthout Sportklub (3497), Centrum
- Koninklijke Football Club Nieuwmoer (5627), Nieuwmoer

### Volleybal
- Fixit Volley Kalmthout

### Wielrennen
- Lukebikers
- Wieka vzw
- WTC Achter d'Hei
- WTC Bessemaai
- WTC Heidestoempers
- WTC De Maatjes
- FeVeRR

### Zwemmen
- Arvicola

## Mobiliteit

### Openbaar vervoer
Kalmthout heeft drie treinhalten, Heide, Kalmthout en Kijkuit langs spoorlijn 12, dit is de spoorweg tussen Antwerpen en Essen (Nederlandse grens). Zowel de halte Heide als de halte Kalmthout hebben hun oude voormalige stationsgebouw bewaard.

## Economie
- In Kalmthout werden de Wycam's borstbollen op ambachtelijke wijze geproduceerd.

## Ontwikkelingssamenwerking
De gemeente Kalmthout kent vrijwilligers die zich inzetten voor de duurzame ontwikkeling in het Zuiden. De Gemeentelijke Raad voor Ontwikkelingssamenwerking (GROS) adviseert het gemeentebestuur onder meer welke projecten subsidies ontvangen en welke organisaties financiële noodhulp ontvangen.
De volgende verenigingen zetelen in de GROS (augustus 2025):
- 11.11.11-comité Kalmthout
- Broederlijk Delen
- Damiaanactie
- Gastvrij Kalmthout
- Missio Nieuwmoer
- Ontwikkelingshulp De Brug vzw
- Oxfam Wereldwinkel
- Tumbador vzw

## Bekende inwoners

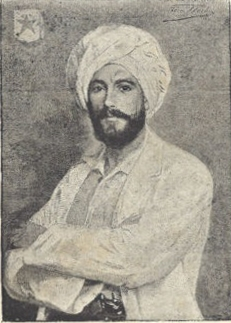
Jerôme Becker (1850-1912)

Bekende personen die geboren of woonachtig waren in Kalmthout of een significante band met de gemeente hebben:
- Jozef Tilborghs (Kalmthout, 1830 - Nieuwmoer, 1910), organist, componist, muziekpedagoog.
- Jérôme Becker (Kalmthout, 1850 - Antwerpen, 1912), verkenner van Congo, artillerieluitenant en auteur van La vie en Afrique (1887) en La 3ème expédition belge au Pays Noir (1883).[23]
- Vincent van Gogh (1853-1890) schilderde vaak in Kalmthout toen hij nog in Zundert woonde. Hij behoorde tot de Grijze School.
- August Vermeylen (1872-1945) en Karel van de Woestijne (1878-1929) stichtten in 1892 het tijdschrift Van Nu en Straks in de Kalmthoutse villa Vogelenzang.
- Hector Carlier (1884-1946), industrieel en mede-stichter van Petrofina.
- Lode Zielens (1901-1944), schrijver.
- Karel Jan "Charlie" Bossart (1904-1975), een Belgisch raketpionier en ontwerper van de Atlasraket. Groeide op in Kalmthout tot aan zijn verhuizing naar de VS.[24]
- Willy Vandersteen (1913-1990), schrijver van Suske en Wiske, heeft jarenlang in Kalmthout gewoond en gewerkt. Zijn oorspronkelijke werkplaats werd omgevormd tot het Suske en Wiske Museum.
- Maria Rosseels (1916-2005), journaliste en schrijfster.
- Fons Fraeters (1936-2009), taalkundige en promotor van de Nederlandse taal.
- Sine Van Mol (1945), schrijver.
- Leo Delcroix (1949-2022), politicus.
- Ludo Delcroix (1950), wielrenner.
- Ritchie Vermeire (1975), filmregisseur.
- Nathalie Delcroix (1976), zangeres en dochter van Ludo Delcroix.
- Dennis Xhaët (1985), commentator, sportjournalist, podcast- en televisiepresentator.
- Sam Dejonghe (1991), autocoureur en podcastpresentator.
- Lotte De Clerck (1999), zangeres en actrice.

## Nabijgelegen kernen
Heide, Wildert, Achterbroek, Essen-Hoek